# Cheilosia pollistriata
Cheilosia pollistriata är en tvåvingeart som beskrevs av Huo, Ren och Zheng 2007. Cheilosia pollistriata ingår i släktet örtblomflugor, och familjen blomflugor. Inga underarter finns listade i Catalogue of Life.